# Ровеласка
Ровела̀ска (на италиански и на ломбардски: Rovellasca) е градче и община в Северна Италия, провинция Комо, регион Ломбардия. Разположено е на 244 m надморска височина. Населението на общината е 7775 души (към 2017 г.).